# Lijst van voetbalinterlands Comoren - Sierra Leone
Deze lijst van voetbalinterlands is een overzicht van alle officiële voetbalwedstrijden tussen de nationale teams van de Comoren en Sierra Leone. De landen hebben tot op heden een keer tegen elkaar gespeeld. Dat was een vriendschappelijke wedstrijd op 13 november 2021 in Sapanca (Turkije).

## Wedstrijden
| № | Plaats  | Datum            | Competitie        | Wedstrijd              | Uitslag |
| - | ------- | ---------------- | ----------------- | ---------------------- | ------- |
| 1 | Sapanca | 13 november 2021 | Vriendschappelijk | Sierra Leone − Comoren | 0 − 2   |

## Samenvatting
| Competitie        | Totaal gespeeld | Winst Comoren | Gelijk | Winst Sierra Leone | Doelsaldo Comoren – Sierra Leone |
| ----------------- | --------------- | ------------- | ------ | ------------------ | -------------------------------- |
| Vriendschappelijk | 1               | 1             | 0      | 0                  | 2 − 0                            |
| Totaal            | 1               | 1             | 0      | 0                  | 2 − 0                            |

FCF · Comorees vrouwenelftal

Interlands
Tegenstander:
Angola ·
Botswana ·
Burkina Faso ·
Burundi ·
Centraal-Afrikaanse Republiek ·
Djibouti ·
Egypte ·
Ethiopië ·
Gabon ·
Gambia ·
Ghana ·
Guinee ·
Ivoorkust ·
Jemen ·
Kaapverdië ·
Kameroen ·
Kenia ·
Lesotho ·
Libië ·
Madagaskar ·
Malawi ·
Malediven ·
Mali ·
Marokko ·
Mauritanië ·
Mauritius ·
Mozambique ·
Namibië ·
Oeganda ·
Palestina ·
Seychellen ·
Sierra Leone ·
Swaziland ·
Togo ·
Tsjaad ·
Tunesië ·
Zambia ·
Zimbabwe ·
Zuid-Afrika
SLFA · 
A-internationals · 
Sierra Leoons vrouwenelftal
1966 – 1979 · 
1980 – 1989 · 
1990 – 1999 · 
2000 – 2009 · 
2010 – 2019 ·
2020 − 2029
Algerije ·
Angola ·
Benin ·
Burkina Faso ·
Burundi ·
China ·
Comoren ·
Congo-Brazzaville ·
Congo-Kinshasa ·
Djibouti ·
Egypte ·
Equatoriaal-Guinea ·
Ethiopië ·
Gabon ·
Gambia ·
Ghana ·
Guinee ·
Guinee-Bissau ·
Irak ·
Iran ·
Ivoorkust ·
Jordanië ·
Kaapverdië ·
Kameroen ·
Kenia ·
Lesotho ·
Liberia ·
Malawi ·
Mali ·
Marokko ·
Mauritanië ·
Niger ·
Nigeria ·
Sao Tomé en Principe ·
Senegal ·
Seychellen ·
Soedan ·
Somalië ·
Swaziland ·
Togo ·
Tsjaad ·
Tunesië ·
Zambia ·
Zuid-Afrika